# هيو الكسندر دان
هيو الكسندر دان (بالإنجليزية: Hugh Alexander Dunn)‏ هو دبلوماسي وسياسي أسترالي، ولد في 20 أغسطس 1923 في أستراليا، وتوفي في 5 نوفمبر 2005 في نفس البلد. انتخب سفير.